# Ahmet Davutoğlu
Ahmet Davutoğlu, né le 26 février 1959 à Taşkent, dans le district de Konya, est un universitaire, diplomate et homme d'État turc, Premier ministre de Turquie du 28 août 2014 au 22 mai 2016 et président du Parti de la justice et du développement (AKP) du 27 août 2014 au 22 mai 2016. Il a été auparavant l'un des conseillers de Recep Tayyip Erdoğan, entre 2003 et 2009, puis ministre des Affaires étrangères de 2009 à 2014.
Après la victoire de Recep Tayyip Erdoğan à l'élection présidentielle du 10 août 2014, Ahmet Davutoğlu lui succède à la présidence de l'AKP, le 27 août suivant, et devient officiellement Premier ministre de Turquie le lendemain. Son premier gouvernement est alors largement dominé par des proches du président Erdoğan.
Les élections législatives du 7 juin 2015 constituent toutefois un revers pour le chef de l'État et son Premier ministre, dont le parti perd la majorité absolue des sièges à la Grande assemblée nationale. Ne pouvant former une coalition, Davutoğlu se voit contraint de constituer un gouvernement intérimaire soutenu par l'AKP (11 ministres), le CHP (5 ministres), le MHP (3 ministres) et pour la première fois par le Parti démocratique des peuples (HDP) (3 ministres), jusqu'à la convocation de nouvelles élections au 1er novembre 2015, à l'issue desquelles l'AKP retrouve la majorité absolue des sièges au Parlement.
Alors que les rapports se tendent progressivement entre Erdoğan et Davutoğlu au sujet de la rédaction d'une nouvelle Constitution ouvrant la voie à un régime présidentiel, ce dernier annonce sa démission de Premier ministre et la convocation d'un congrès extraordinaire de l'AKP pour le 22 mai 2016 à l'issue duquel doit être désigné son successeur. Il remet sa démission à Recep Tayyip Erdoğan le jour même.

## Biographie
Originaire d'une famille pieuse de Konya, Ahmet Davutoğlu fait ses études secondaires au lycée allemand d'Istanbul. Il passe un doctorat de sciences politiques. Il s'oriente ensuite vers une carrière universitaire et occupe plusieurs postes à l'étranger, notamment à Kuala Lumpur en Malaisie, à l'université internationale de l'islam. Il rédige une thèse sur la critique du monde occidental et sur l'alternative civilisationnelle de l'islam. Dans La Profondeur stratégique, un livre publié en 2001 devenu un best-seller, il prône une Turquie contemporaine se posant en héritière de l'Empire ottoman. Il y critique l'alignement en toutes circonstances de la politique étrangère turque sur l'Occident, l'alliance « contre nature » avec Israël. Il affirme que la Turquie doit abandonner le modèle de l'État nation kémaliste pour regagner une profondeur stratégique naturelle, profondeur que forme l'arc islamique du Maroc à l'Indonésie.

## Carrière politique
À partir de 2002, il est conseiller diplomatique des Premiers ministres Abdullah Gül et Recep Tayyip Erdoğan, gagnant auprès de ce dernier une grande influence, considéré comme un « ministre des Affaires étrangères de l'ombre », gérant les dossiers diplomatiques importants et surnommé le « Kissinger de la diplomatie turque ».
Lors d'un remaniement ministériel effectué par Erdoğan le 1er mai 2009, il prend la succession d'Ali Babacan en tant que ministre des Affaires étrangères. Aux élections législatives de 2011, il devient député de la province de Konya.
Le 21 août 2014, Erdoğan, récemment élu à la présidence de la République, annonce qu'il le nommera Premier ministre. Ahmet Davutoğlu accède à la présidence du Parti de la justice et du développement (AKP) le 27 août.
Cette nomination entre dans le cadre d'un changement institutionnel important. Auparavant, le président avait des prérogatives largement protocolaires et le Premier ministre assumait la réalité du pouvoir. Erdoğan, qui souhaite présidentialiser le régime, détient donc réellement le pouvoir, Premier ministre puis président. Ahmet Davutoglu est donc présent comme un « dauphin alibi », même s'il joue un rôle d'éminence grise auprès du nouveau président.

### Premier ministre
Le 28 août 2014, il est nommé Premier ministre par intérim par le nouveau président Erdoğan, qui le charge de former un nouveau gouvernement,. Il entre en fonction le lendemain, après l'annonce de la formation du nouveau gouvernement. Le 6 septembre, il obtient un vote de confiance du Parlement par 306 voix pour et 133 contre.
Après les élections législatives de juin 2015 il remet, le 9 juin 2015, la démission de son gouvernement à Recep Tayyip Erdoğan,. Ce dernier est remplacé le 28 août 2015 par un gouvernement provisoire où Davutoğlu est nommé Premier ministre directement par décret présidentiel.
Le 1er novembre 2015, son parti remporte la majorité absolue aux élections législatives anticipées. Le 17 novembre 2015, il est chargé de former un nouveau gouvernement par le président de la République, Recep Tayyip Erdoğan. Le 24 novembre suivant, il forme son gouvernement.
Le 5 mai 2016, un congrès extraordinaire de l'AKP est convoqué ; Ahmet Davutoğlu annonce qu'il n'y sera pas candidat à un nouveau mandat de président du parti, ce qui implique, selon le règlement de l'AKP, qu'il quittera également ses fonctions de Premier ministre. Ce départ s'explique par plusieurs désaccords entre le Premier ministre et le président Erdoğan, notamment au sujet de la nature du régime, ce dernier souhaitant l'écarter pour le remplacer par une personnalité politique de moindre envergure. Ahmet Davutoğlu démissionne le 22 mai 2016 quelques heures après avoir été remplacé à la présidence du Parti de la justice et du développement, Binali Yıldırım. Ce dernier lui succède à la présidence du Conseil des ministres.

### Après son départ du gouvernement
Devenu de plus en plus critique à l'égard du parti, qu'il accuse d'avoir « dévié de ses objectifs », dénonçant l'annulation de l'élection maïorale de mars 2019 à Istanbul, puis la destitution le 19 août de trois maires kurdes, une procédure d'exclusion du parti est lancée à son égard le 2 septembre. Il quitte le parti le 13 septembre, et annonce la création prochaine d'un nouveau mouvement.
Le 12 décembre, il demande l'enregistrement d'un nouveau parti, le Parti du futur. Il critique implicitement Erdoğan, affirmant que « notre parti rejette une manière de faire de la politique basée sur le culte de la personnalité ». Le lendemain, lors du lancement du nouveau parti, il propose l'adoption d'une nouvelle Constitution, le réchauffement des relations avec l'Union européenne, la lutte contre la corruption et de garantir les libertés.

## La doctrine Davutoğlu en politique étrangère
Politiquement, Ahmet Davutoğlu est décrit comme un musulman conservateur et un nationaliste. Sur le plan international, la « doctrine Davutoğlu » est celle du « zéro problème avec les voisins », une diplomatie multidimensionnelle entre le Moyen-Orient, l'Europe et le monde russe. Dans un entretien au Monde en 2011, il explique que l'objectif d'une telle politique est de faire de la Turquie une zone stable et prospère dans la région ainsi que de désamorcer les conflits entre la Turquie et ses voisins mais aussi entre voisins de la Turquie eux-mêmes en jouant un rôle de médiateur. Cependant, cette stratégie est un échec. La Turquie se retrouve peu à peu, à partir de 2011, isolée. Les spécialistes imputent cet isolement à l'attitude agressive et impérialiste de la Turquie qui, loin de conserver son « équivalence », tend à vouloir s'imposer en grande puissance et à s'occuper de problèmes internes aux autres pays,. La doctrine du « zéro problème avec les voisins » s'est transformée en « zéro voisin ayant des problèmes ».
Par ailleurs, s'il défend à partir de 2003 l'adhésion de la Turquie à l'Union européenne et plaide pour une résolution du problème chypriote, rapidement celui-ci n'est plus sa priorité. En 2009, il commence à privilégier les relations diplomatiques avec le monde arabe et l'Iran, signant un accord de libre-circulation avec la Syrie. Il entretient une diplomatie « discrète, mais réelle » avec les Frères musulmans.
Si la diplomatie turque soutient les Printemps arabes de 2011, ses positions se font plus ambiguës, notamment vis-à-vis de son aide à des groupes armés rebelles syriens pendant la guerre civile, y compris des djihadistes. Ahmet Davutoğlu voyait en effet le régime de Bachar el-Assad tomber rapidement, mais le maintien de celui-ci, l'éloignement de la Turquie de l'UE, l'échec de son rôle de médiateur à force de sectarisme en ne favorisant que les sunnites et son engagement pro-Hamas participent à isoler la Turquie de la scène internationale. Les gains diplomatiques de la Turquie des dernières années sont perdus en quelques mois, notamment vis-à-vis de l'Égypte d'Abdel Fattah al-Sissi, de l'Irak et de l'Iran effrayés de voir le pays de Davutoğlu agiter l'étendard confessionnel sunnite. Paradoxalement, la Turquie se retrouve dans le camp des puissances occidentales contre le régime syrien. Pour Tancrède Josseran, le renvoi de Davutoğlu signifie pour la Turquie la fin de cette politique « néo-ottomane » pour un retour vers une politique étrangère beaucoup plus pragmatique.
Selon Jean-Baptiste Le Moulec, spécialiste de la Turquie à l’Institut d'études politiques d'Aix-en-Provence, Ahmet Davutoğlu n'est pas démocrate, il n'hésite pas à justifier la répression de mouvements d'opposition par des complots extérieurs. Il a une vision simpliste et binaire du monde divisé entre musulmans et non musulmans.